# Kas a-barh
La Kas a-barh è una danza bretone originaria della zona di Vannes. Il nome significa "andare verso l'interno".

## Descrizione
Si tratta di una evoluzione dell'an-dro che viene ballata a coppie. 
Come molte danze si è evoluta da danze antiche in cerchio che verso il XIX e XX secolo sono divenute, seguendo l'evolversi delle società civili, danze in catena aperta e poi danze di coppia.
Le coppie sono in corteggio o in cerchio e si tengono incrociando i mignoli.
La danza, che procede in senso orario con le dame all'interno, si svolge in 8 tempi:
- sui primi quattro le coppie avanzano con passo di an-dro
- nei quattro tempi seguenti il cavaliere sposta la sua dama verso l'interno del cerchio (2 tempi) e poi la conduce nuovamente al suo fianco, facendole disegnare una sorta di 8.